# Evelise Veiga
Evelise Veiga (3 de marzo de 1996) es una deportista de Portugal que compite en atletismo. Ganó una medalla de plata en el Campeonato Europeo de Atletismo por Equipos de 2019, en la prueba de salto de longitud.